# 兒童發展配對基金
兒童發展配對基金（英語：Child Development Matching Fund，縮寫：CDMF）因應香港特別行政區的「兒童發展基金」扶貧政策而成立的民間慈善組織。2010年10月正式啟動，以民間力量推廣一股青少年發展新思維，提倡社會各界身體力行，貢獻金錢，付出時間和以行動實錢關愛青少年發展的新文化，亦為參加了「兒童發展基金」（英語：Child Development Fund，縮寫：CDF）的青少年提供儲蓄配對金。
兒童發展配對基金營運經費及兒童儲蓄配對金全數來自各界捐款，分毫不收取政府資助。

## 目標理財
透過目標理財，為期兩年，鼓勵參加的青少年家庭自發為其孩子儲蓄，透過儲蓄習慣，學習理財和培養對金錢和物的正確價值觀。計劃期內，基金會安排一名友師，指導青少年建立正確目標和人生態度。

## 目標理財運作細節
三步曲：
第一步曲：
參與計劃的青少年會以家庭為單位 ，每月儲蓄200元，計劃兩年。兩年後，參與計劃的家庭最後可以儲蓄港幣4800元 (200元 x 24個月 = 4,800元)。
第二步曲：
青少年家庭儲蓄到港幣4800 後，基金會為該位青少年提供相對應的儲蓄配對金，即港幣4,800元。
第三步曲：
政府「兒童發展基金」青少年提供額外港幣3,000元，以作獎勵。
經過兩年的儲蓄，每位青少年可獲總金額港幣12,600元 (4,800元 + 4,800元 + 3,000元 = 12,600元) 。

## 主要活動

### 聖誕頌歌節
每年在各大商場，政府場地，機場和電車等地方舉行頌歌。活動倡議社會除金錢外，還需要身體力行，付出時間和行動實錢關愛青少年發展新文化。
每位參加者需要最少捐出港幣200元參加頌歌，報名費用直接撥入「兒童發展配對基金」的「目標理財」儲蓄，以資助青少年發展。

### 活動資料
1. 聖誕頌歌節2010
日期：2010年12月18日至12月24日
2. 聖誕頌歌節2011
日期：2011年12月10日至12月24日
3. 聖誕頌歌節2012
日期：2012年12月18日至12月24日
4. 聖誕頌歌節2013
日期：2012年12月14日至12月25日

## 連結
- 兒童發展配對基金 （页面存档备份，存于）
- 兒童發展基金 （页面存档备份，存于）